# 實兌鎮區
實兌鎮區為緬甸若開邦實兌縣的鎮區。2014年人口147,899人，區域面積219.19平方公里。實兌為該鎮區首府。